# Eupithecia cocciferata
Eupithecia cocciferata is een vlinder uit de familie spanners (Geometridae). De wetenschappelijke naam is voor het eerst geldig gepubliceerd in 1864 door Millière.
De soort komt voor in Europa.